# 胡朝の城塞
座標: 北緯20度04分 東経105度36分 / 北緯20.067度 東経105.600度
胡朝の城塞（ホーちょうのじょうさい、ベトナム語：Thành nhà Hồ / 城家胡）は、ベトナム北部のタインホア省ヴィンロック県で発掘された、胡朝時代に建てられた遺跡群。2011年7月にユネスコの世界遺産（文化遺産）に登録されている。
この遺跡群は内城、ラタイン外城とナムジャオ祭壇の3部分からなり、マー川とブオイ川の間の土地にある。風水の原則に従って建設され、中国の儒教の影響および14世紀後半のベトナムにおける新儒教の開花を反映している。1398年から1407年まではベトナムの首都であり、16世紀から18世紀まではベトナム中北部の政治、経済、文化の中心地であった。

## 登録基準
この世界遺産は世界遺産登録基準のうち、以下の条件を満たし、登録された（以下の基準は世界遺産センター公表の登録基準からの翻訳、引用である）。
- (2) ある期間を通じてまたはある文化圏において、建築、技術、記念碑的芸術、都市計画、景観デザインの発展に関し、人類の価値の重要な交流を示すもの。
- (4) 人類の歴史上重要な時代を例証する建築様式、建築物群、技術の集積または景観の優れた例。